# Vladlen Trostianski
Vladlen Trostianski (Kiev, Ucrania, Unión Soviética, 26 de enero de 1935-28 de julio de 2014) fue un deportista soviético especialista en lucha grecorromana donde llegó a ser subcampeón olímpico en Tokio 1964.

## Carrera deportiva
En los Juegos Olímpicos de 1964 celebrados en Tokio ganó la medalla de plata en lucha grecorromana estilo peso gallo, tras el luchador japonés Masamitsu Ichiguchi (oro) y por delante del rumano Ion Cernea (bronce).